# Mantilly
Mantilly är en kommun i departementet Orne i regionen Normandie i nordvästra Frankrike. Kommunen ligger i kantonen Passais som tillhör arrondissementet Alençon. År 2022 hade Mantilly 511 invånare.

## Befolkningsutveckling
Antalet invånare i kommunen Mantilly
| Referens: INSEE |